# Singles (box set)
Singles es una caja recopilatoria del grupo de rock alternativo Paramore, lanzado el 14 de diciembre de 2011.

## Antecedentes
Singles es el primer lanzamiento discográfico (a excepción del sencillo «Monster») lanzado después de la partida de Zac y Josh Farro de Paramore. Las canciones del EP fueron lanzadas una por mes durante octubre, noviembre y diciembre de 2011. La primera de estas fue «Renegade», lanzada el 11 de octubre, seguida de «Hello Cold World», lanzada el 7 de noviembre y la última fue «In The Mourning», lanzada el 5 de diciembre. Respecto al lanzamiento de las canciones, los miembros de Paramore comentaron que «realmente queríamos hacer algo especial para todos ustedes durante las fiestas, para agradecerles por hacer del año 2011 tan sorprendente y estar con nosotros a medida que llegamos al 2012 y empezar a trabajar en nuestro nuevo álbum». Además de las tres canciones mencionadas anteriormente, Singles incluye la canción «Monster».

## Lista de canciones

### Versión digital
| Versión digital de Singles |                    |                                             |          |  |
| N.º                        | Título             | Escritor(es)                                | Duración |  |
| 1.                         | «Renegade»         | Hayley Williams, Taylor York                | 3:28     |  |
| 2.                         | «Hello Cold World» | Hayley Williams, Taylor York, Jeremy Davis. | 3:22     |  |
| 3.                         | «In The Mourning»  | Hayley Williams, Taylor York                | 3:05     |  |

### Versión desiete pulgadas
| Vinilo de 7” de «Monster» |           |              |          |  |
| N.º                       | Título    | Escritor(es) | Duración |  |
| 1.                        | «Monster» |              | 3:18     |  |

| Vinilo de 7” de «Renegade» |            |              |          |  |
| N.º                        | Título     | Escritor(es) | Duración |  |
| 1.                         | «Renegade» |              | 3:28     |  |

| Vinilo de 7” de «Hello Cold World» |                    |              |          |  |
| N.º                                | Título             | Escritor(es) | Duración |  |
| 1.                                 | «Hello Cold World» |              | 3:22     |  |

| Vinilo de 7” de «In The Mourning» |                   |              |          |  |
| N.º                               | Título            | Escritor(es) | Duración |  |
| 1.                                | «In The Mourning» |              | 3:05     |  |